# In Space
| Recensione     | Giudizio   |
| -------------- | ---------- |
| AllMusic       | [ 1 ]      |
| Sputnikmusic   | 2.1 (Poor) |
| Piero Scaruffi | [ 3 ]      |
| Ondarock       | [ 4 ]      |

In Space è il quarto album in studio del gruppo power pop statunitense Big Star, pubblicato nel settembre del 2005. Si tratta del primo disco in studio dai tempi di Third/Sister Lovers, registrato nel 1974 e pubblicato nel 1978.

## Tracce
1. Dony – 2:45 (Jon Auer, Alex Chilton, Jim Spake, Jody Stephens, Ken Stringfellow)
2. Lady Sweet – 3:40 (Jon Auer, Alex Chilton, Jim Spake, Jody Stephens, Ken Stringfellow)
3. Best Chance – 3:04 (Jon Auer, Alex Chilton, Jim Spake, Jody Stephens, Ken Stringfellow)
4. Turn My Back on the Sun – 2:38 (Jon Auer, Alex Chilton, Jim Spake, Jody Stephens, Ken Stringfellow)
5. Love Revolution – 5:50 (Jon Auer, Alex Chilton, Jim Spake, Jody Stephens, Ken Stringfellow, Nokie Taylor)
6. February's Quiet – 2:44 (Jon Auer, Alex Chilton, Jim Spake, Jody Stephens, Ken Stringfellow)
7. Mine Exclusively – 2:31 (Sherlie Mae Matthews)
8. A Whole New Thing – 3:52 (Jon Auer, Alex Chilton, Jim Spake, Jody Stephens, Ken Stringfellow)
9. Aria, Largo – 2:30 (Georg Muffat: arrangiamento di Jon Auer, Alex Chilton, Jody Stephens, Ken Stringfellow)
10. Hung Up with Summer – 3:03 (Jon Auer, Alex Chilton, B.B. Cunningham, Jody Stephens, Ken Stringfellow)
11. Do You Wanna Make It – 2:46 (Jon Auer, Alex Chilton, Jim Spake, Jody Stephens, Ken Stringfellow)
12. Makeover – 3:42 (Jon Auer, Alex Chilton, Jim Spake, Jody Stephens, Ken Stringfellow)

## Formazione
- Alex Chilton - voce, chitarra
- Jon Auer - voce, chitarra
- Ken Stringfellow - voce, basso, tastiere
- Jody Stephens - voce, batteria

Musicisti aggiunti
- Jim Spake - sassofono (brani: Dony, Love Revolution, Do You Wanna Make It e Makeover)
- Nokie Taylor - coronet (brano: Love Revolution)

Note aggiuntive
- Big Star con Jeff Powell - produttori
- Registrato e mixato al Ardent Studios di Memphis, Tennessee (Stati Uniti)
- Jeff Powell - ingegnere delle registrazioni, ingegnere del mixaggio
- Adam Hill - assistente ingegnere delle registrazioni